# Nedbank Golf Challenge
De Nedbank Golf Challenge is een jaarlijks golftoernooi op de Gary Player Country Club in het Zuid-Afrikaans Sun City, dat sinds 2013 deel uitmaakt van de Europese PGA Tour. 

## Geschiedenis
Het toernooi werd in 1981 opgestart onder impuls van Gary Player. Het prijzengeld was in 1981 US$ 1.000.000, waarvan de helft naar de winnaar ging. Het toernooi werd toen de Million Dollar Challenge genoemd. De eerste editie werd gespeeld van 31 december 1981 tot 4 januari 1982 en kende slechts 5 deelnemers: Seve Ballesteros, Johnny Miller, Jack Nicklaus, Gary Player and Lee Trevino. In een playoff was Johnny Miller de beter van Seve Ballesteros. 
De Million Dollar Challenge bleef ook daarna lange tijd niet opgenomen in enige tour. Vanaf 2000 ging het toernooi verder onder de Nedbank Golf Challenge. In 2006 maakte het toernooi voor de eerste keer deel uit van de Afrikaanse Sunshine Tour. Sindsdien won het evenement enkel maar aan belangrijkheid. In 2013 werd het voor eerst opgenomen in de Europese PGA Tour om vanaf 2017 ook deel uit te maken van de Rolex Series binnen deze Europese PGA Tour.

## Prijzengeld
Het prijzengeld en de verdeling ervan heeft na de eerste jaren enkele wijzigingen ondergaan. Het prijzengeld werd in 2010 verhoogd naar 5000000 USD, en de winnaar kreeg daarvan 1250000 USD. Ondertussen is het prijzengeld verder verhoogd naar 7,5 miljoen USD.

## Baan
Het wordt altijd op de Gary Player Country Club in Sun City gespeeld in de periode tussen het einde van de PGA Tour en kerstmis. De baan werd door Gary Player ontworpen en het is een van de langste ter wereld. Vanaf de backtees is hij langer dan 7000 meter.

## Winnaars
| Jaar                     | Seizoen                       | Seizoen                       | Baan                          | Stad                          | Winnaar                       | Score                         |
| Jaar                     | Sunshine                      | Europese                      | Baan                          | Stad                          | Winnaar                       | Score                         |
| Million Dollar Challenge | Million Dollar Challenge      | Million Dollar Challenge      | Million Dollar Challenge      | Million Dollar Challenge      | Million Dollar Challenge      | Million Dollar Challenge      |
| ------------------------ | ----------------------------- | ----------------------------- | ----------------------------- | ----------------------------- | ----------------------------- | ----------------------------- |
| 1981                     | -                             | -                             | Gary Player Country Club      | Sun City                      | Johnny Miller                 | 277 (−11)                     |
| 1982                     | -                             | -                             | Gary Player Country Club      | Sun City                      | Raymond Floydpo               | 280 (−8)                      |
| 1983                     | -                             | -                             | Gary Player Country Club      | Sun City                      | Seve Ballesteros              | 274 (-14)                     |
| 1984                     | -                             | -                             | Gary Player Country Club      | Sun City                      | Seve Ballesteros              | 279 (−9)                      |
| 1985                     | -                             | -                             | Gary Player Country Club      | Sun City                      | Bernhard Langer               | 278 (−10)                     |
| 1986                     | -                             | -                             | Gary Player Country Club      | Sun City                      | Mark McNulty                  | 282 (−6)                      |
| 1987                     | -                             | -                             | Gary Player Country Club      | Sun City                      | Ian Woosnam                   | 274 (−14)                     |
| 1988                     | -                             | -                             | Gary Player Country Club      | Sun City                      | Fulton Allem                  | 278 (−10)                     |
| 1989                     | -                             | -                             | Gary Player Country Club      | Sun City                      | David Frost                   | 276 (−12)                     |
| 1990                     | -                             | -                             | Gary Player Country Club      | Sun City                      | David Frost                   | 284 (−4)                      |
| 1991                     | -                             | -                             | Gary Player Country Club      | Sun City                      | Bernhard Langer               | 272 (−16)                     |
| 1992                     | -                             | -                             | Gary Player Country Club      | Sun City                      | David Frost                   | 276 (−12)                     |
| 1993                     | -                             | -                             | Gary Player Country Club      | Sun City                      | Nick Price                    | 264 (−24)                     |
| 1994                     | -                             | -                             | Gary Player Country Club      | Sun City                      | Nick Faldo                    | 272 (−16)                     |
| 1995                     | -                             | -                             | Gary Player Country Club      | Sun City                      | Corey Pavin                   | 276 (−12)                     |
| 1996                     | -                             | -                             | Gary Player Country Club      | Sun City                      | Colin Montgomerie PO          | 274 (−14)                     |
| 1997                     | -                             | -                             | Gary Player Country Club      | Sun City                      | Nick Price                    | 275 (−13)                     |
| 1998                     | -                             | -                             | Gary Player Country Club      | Sun City                      | Nick Price PO                 | 273 (−15)                     |
| 1999                     | -                             | -                             | Gary Player Country Club      | Sun City                      | Ernie Els                     | 263 (−25)                     |
| Nedbank Golf Challenge   |                               |                               |                               |                               |                               |                               |
| 2000                     | -                             | -                             | Gary Player Country Club      | Sun City                      | Ernie Els PO                  | 268 (−20)                     |
| 2001                     | -                             | -                             | Gary Player Country Club      | Sun City                      | Sergio Garcíapo               | 268 (−20)                     |
| 2002                     | -                             | -                             | Gary Player Country Club      | Sun City                      | Ernie Els                     | 267 (−21)                     |
| 2003                     | -                             | -                             | Gary Player Country Club      | Sun City                      | Sergio García PO              | 274 (−14)                     |
| 2004                     | -                             | -                             | Gary Player Country Club      | Sun City                      | Retief Goosen                 | 281 (−7)                      |
| 2005                     | -                             | -                             | Gary Player Country Club      | Sun City                      | Jim Furykpo                   | 282 (−6)                      |
| 2006                     | 2006/07                       | -                             | Gary Player Country Club      | Sun City                      | Jim Furyk                     | 276 (−12)                     |
| 2007                     | 2007                          | -                             | Gary Player Country Club      | Sun City                      | Trevor Immelman               | 272 (−16)                     |
| 2008                     | 2008                          | -                             | Gary Player Country Club      | Sun City                      | Henrik Stenson                | 267 (−21)                     |
| 2009                     | 2009                          | -                             | Gary Player Country Club      | Sun City                      | Robert Allenbypo              | 277 (−11)                     |
| 2010                     | 2010                          | -                             | Gary Player Country Club      | Sun City                      | Lee Westwood                  | 271 (−17)                     |
| 2011                     | 2011                          | -                             | Gary Player Country Club      | Sun City                      | Lee Westwood                  | 273 (−15)                     |
| 2012                     | 2012                          | -                             | Gary Player Country Club      | Sun City                      | Martin Kaymer                 | 280 (-8)                      |
| 2013                     | 2013                          | 2014                          | Gary Player Country Club      | Sun City                      | Thomas Bjørn                  | 268 (-20)                     |
| 2014                     | 2014                          | 2015                          | Gary Player Country Club      | Sun City                      | Danny Willett                 | 270 (–18)                     |
| 2015                     | 2015                          | 2016                          | Gary Player Country Club      | Sun City                      | Marc Leishman                 | 269 (–19)                     |
| 2016                     | -                             | 2017                          | Gary Player Country Club      | Sun City                      | Alex Norén                    | 274 (–14)                     |
| 2017                     | -                             | 2018                          | Gary Player Country Club      | Sun City                      | Branden Grace                 | 277 (–11)                     |
| 2018                     | -                             | 2019                          | Gary Player Country Club      | Sun City                      | Lee Westwood                  | 273 (–15)                     |
| 2019                     | 2019                          | 2020                          | Gary Player Country Club      | Sun City                      | Tommy Fleetwood               | 276 (–12)                     |
| 2020                     | Afgelast omwille van COVID-19 | Afgelast omwille van COVID-19 | Afgelast omwille van COVID-19 | Afgelast omwille van COVID-19 | Afgelast omwille van COVID-19 | Afgelast omwille van COVID-19 |

po: gewonnen na play-off.
| Toernooirecord |

## Nedbank Champions Challenge
Van 2010 tot 2012 was er gelijktijdig een Nedbank Champions Challenge voor senior-golfers. 
| Jaar | Winnaar           | Score    |
| ---- | ----------------- | -------- |
| 2010 | Jeff Sluman       | 138 (-6) |
| 2011 | Mark Calcavecchia | 207 (-9) |
| 2012 | Bernhard Langer   | 209 (-7) |